# Farman F.50
Farman F.50 — французский лёгкий ночной бомбардировщик, использовавшийся в боевых действиях заключительного периода Первой мировой войны. Разработан фирмой братьев Фарман.

## История создания
В 1917 году основу эскадрилий ночных бомбардировщиков Военно-воздушных сил Франции составляли одномоторные бипланы Voisin с толкающим винтом, устарелость конструкции которых на рубеже 1917—1918 годов была уже очевидна. В конце 1917 года Департамент Аэронавтики разослал по авиафирмам техническое задание на самолёт категории Bn.2 (по классификации французских ВВС к данной категории относились двухместные ночные бомбардировщики). Новый аэроплан должен был иметь возможность принимать на борт не менее 500 килограмм бомб и обладать радиусом действия 500 километров.
Получив запрос Департамента, предприятие братьев Фарман, широко известное как разработчик ферменных бипланов с толкающим винтом, создало проект самолёта бо́льших габаритов и принципиально иной схемы.
На подготовку проекта и постройку прототипа ушло полгода. Опытный экземпляр F.50 совершил первый полёт 5 июня 1918 года, а испытательный цикл машины завершился через месяц. Самолёт продемонстрировал приемлемые лётные характеристики: единственным серьёзным недостатком аэроплана оказалась невозможность устойчиво лететь при одном работающем двигателе. Французские военные пренебрегли этим обстоятельством, и бомбардировщик был запущен в серийное производство.

## Конструкция
F.50 является цельнодеревянным многостоечным бипланом с фюзеляжем прямоугольного сечения, больши́ми килем и рулём высоты. Два двигателя Lorraine 8Bd мощностью 275 л. с. каждый устанавливались между крыльями на V-образных подкосах. Пилот размещался в открытой кабине перед передней кромкой крыла, а стрелок — в носовой части фюзеляжа. Основные стойки шасси самолёта имели сдвоенные колёса.

## Боевое применение
F.50 рассматривался в качестве одного из тех типов аэропланов, которым предстояло оказать посильное содействие запланированному на 1918 год крупнейшему наступлению войск стран Антанты. С июля по сентябрь фирма братьев Фарман успела выпустить 17 экземпляров бомбардировщика, в октябре — ещё 45. Первые серийные самолёты были переданы фронтовым авиационным подразделениям 30 июля. Первый боевой вылет F.50 был выполнен в ночь с 10 на 11 августа.
Эксплуатация французской новинки во фронтовых условиях выявила недостаточную надёжность силовых установок Lorraine: только в первых числах сентября из-за неполадок в работе двигателей были осуществлены три аварийные посадки. Результаты проведённого расследования показали, что причиной большинства неисправностей была недобросовестность механиков, не уделявших должного внимания чистке моторов.
С другой стороны, оснащённые F.50 подразделения практически не несли боевых потерь: немецкие ночные перехватчики оказались неспособны эффективно противостоять новым французским самолётам.
В октябре бомбардировщики Farman на регулярной основе совершали ночные налёты на железнодорожные станции в западной части Германии и оккупированных департаментах Франции. В ходе этих операций F.50 сбросили на противника более 20 тонн бомб. Последний боевой вылет «Фарманов» был осуществлён в ночь с 9 на 10 ноября, за сутки до подписания Компьенского перемирия.
К моменту окончания военных действий приблизительно 45 машин состояли на вооружении трёх эскадрилий, входивших в состав бомбардировочной группы — F.25, F.110 и F.114.
После войны F.50 эксплуатировались во 2-м полку ночных бомбардировщиков, а впоследствии — в 21-м полку на базе Нанси-Мальзевиль вплоть до 1922 года.
Предполагается, что всего было построено около 100 экземпляров этих аэропланов.

## Пассажирский вариант
В 1919 году фирма Farman представила конверсионный пассажирский вариант самолёта, получивший наименование F.50P и производившийся малой серией.
Фюзеляж гражданской модификации повышался сразу за открытой кабиной пилота, образуя таким образом рассчитанную на пять пассажиров закрытую кабину с обильным остеклением. Пропорциональные формы фюзеляжа придавали этому самолёту сходство c аэропланом Curtiss Model 19 Eagle, совершившим первый полёт в том же году, но в отличие от одномоторного (а впоследствии — трёхмоторного) американского изделия, аппарат Farman имел два двигателя.
С июля 1920 года один F.50P, принадлежавший французской транспортной компании CGEA (фр. Compagnie des grands express aériens), совершал коммерческие полёты на линиях между Парижем, Лондоном и Амстердамом. Ещё как минимум два самолёта до 1923 выполняли рейсы на линиях французского перевозчика Air Union.

## Тактико-технические характеристики
По данным энциклопедии «Мировая авиация» издательства «Де Агостини» (кроме отмеченных особо).
- Тип: двухдвигательный лёгкий ночной бомбардировщик
- Размах крыла: 22,85 м
- Длина: 10,92 м
- Высота: 3,30 м
- Площадь крыльев: 101,60 м²
- Масса пустого снаряжённого: 1815 кг
- Масса максимальная взлётная: 2120 кг
- Максимальная скорость: 150 км/ч
- Потолок: 4750 м
- Дальность полёта: 420 км
- Силовая остановка: два V-образных 8-цилиндровых двигателя Lorraine 8Bd мощностью по 275 л. с. (205 кВт)
- Вооружение: две пулемётные турели с одиночными или спаренными «Льюисами», до 500 кг бомб[1] на восьми узлах подвески под крылом и фюзеляжем

## Галерея

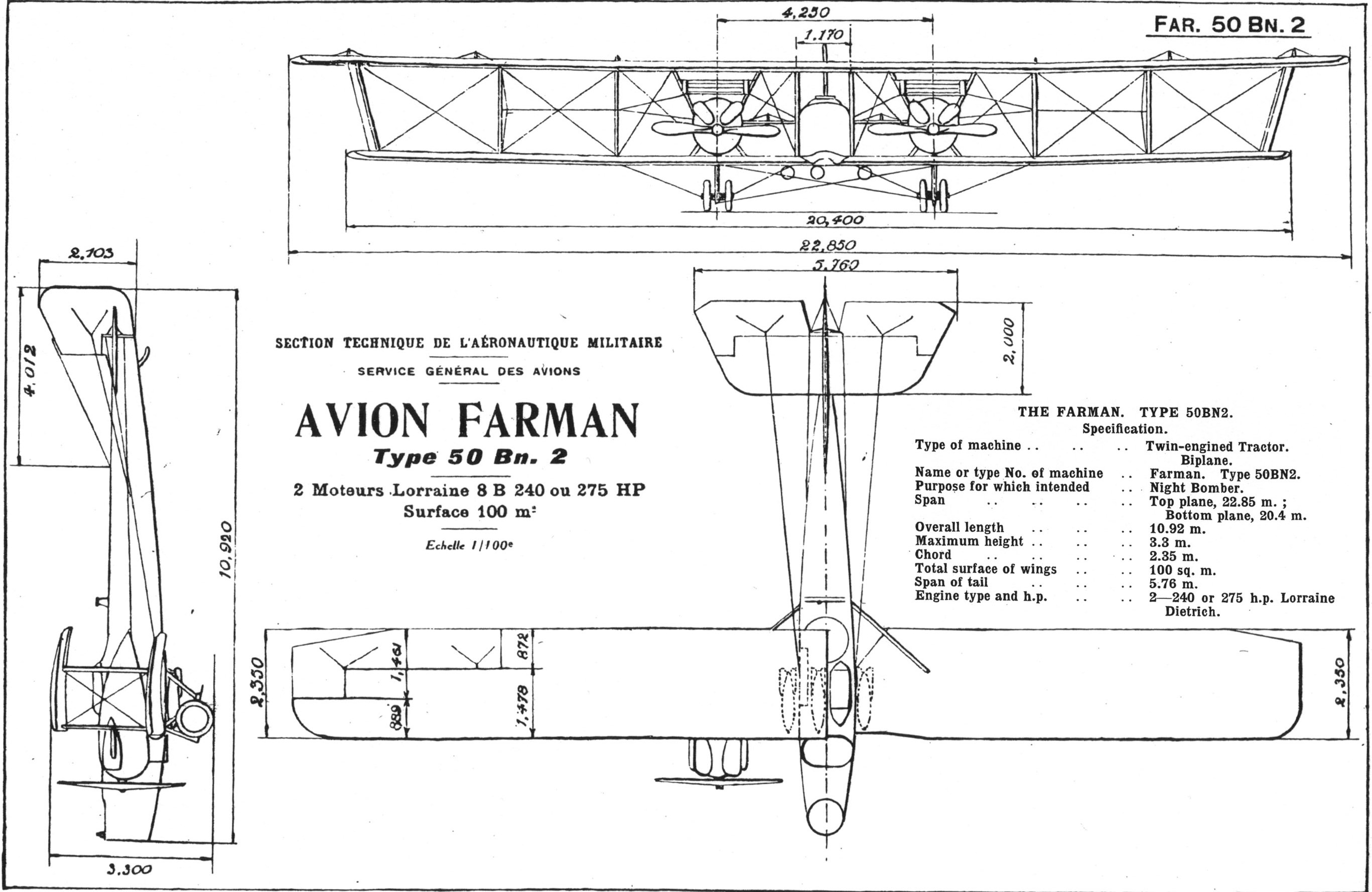
Чертежи Farman F.50
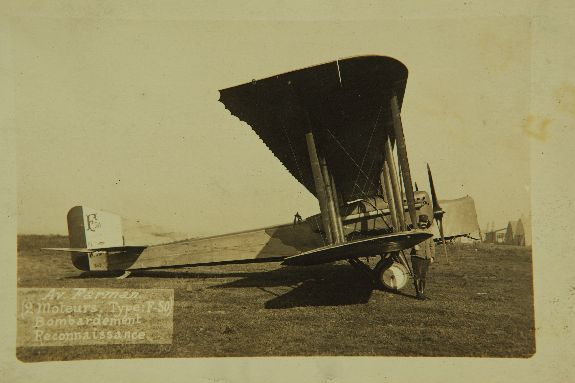
F.50, вид сбоку
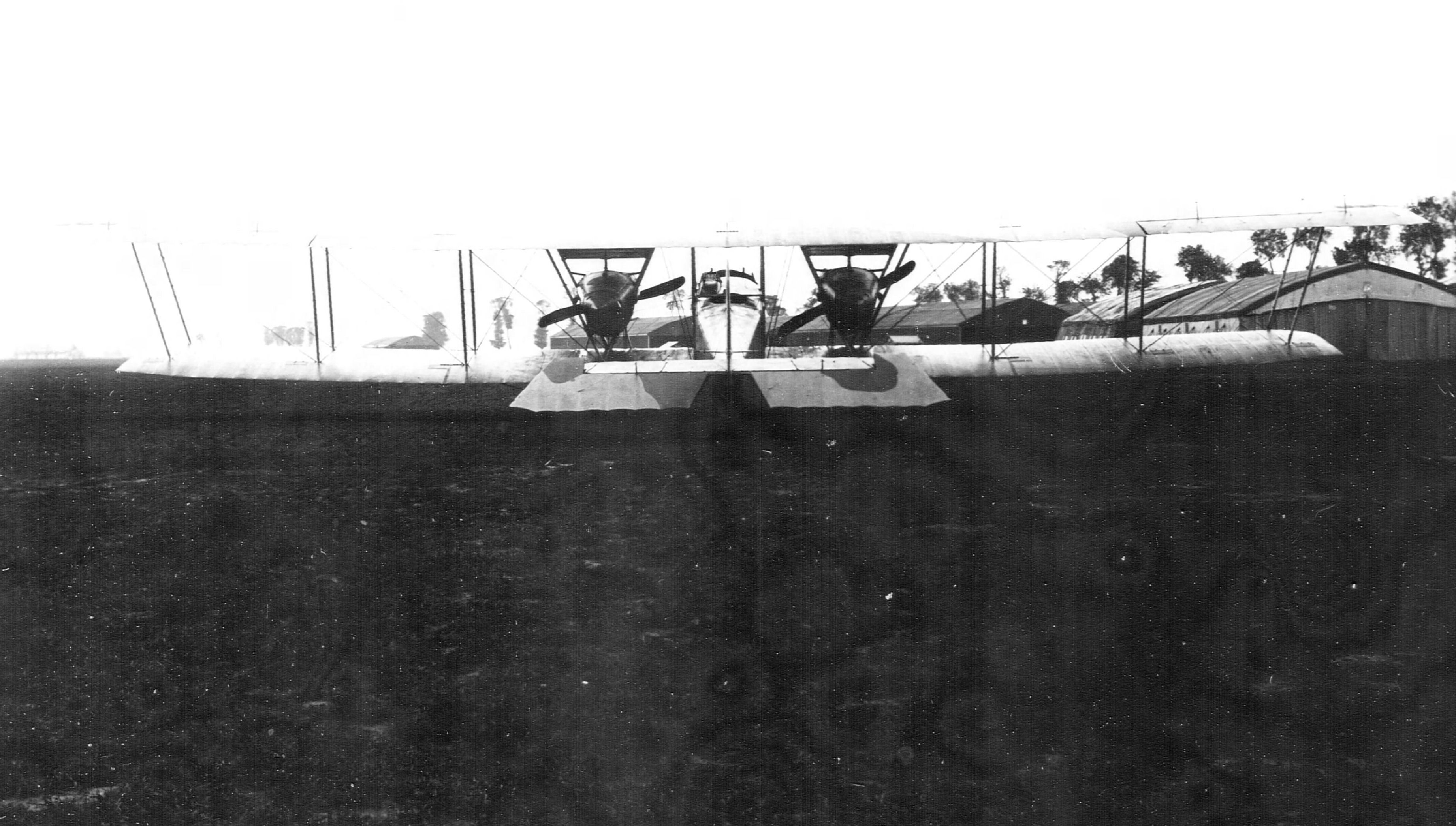
F.50, вид сзади
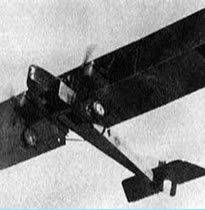
F.50 в полёте